# دنگ-اریق (شهرستان چوی)
دنگ-اریق (به لاتین: Döng-Aryk) یک منطقهٔ مسکونی در قرقیزستان است که در شهرستان چوی واقع شده‌است. دنگ-اریق ۲٬۴۰۱ نفر جمعیت دارد و ۹۶۵ متر بالاتر از سطح دریا واقع شده‌است.